# 暑気払い
暑気払い（しょきばらい）は、「暑さをうち払う」を意味する言葉であり、冷たい食べ物や飲み物、漢方を摂取したり、プールや海水浴で、体に溜まった熱気を取り除くことである。現代では、もっぱら宴会を開くことが多いが、「夏の暑さを払いのける」ためのものであることから、必ずしも宴会を意味するとは限らない。

## 時期
暑気払いの時期は明確に決まっておらず、「季節が春から夏に変わって暑さを感じはじめたころから、秋らしい涼しさが訪れるころまで」とされる。

## 飲食物
現代では、麦（冷や麦やそうめん、ビール）や夏が旬の食べ物（スイカやキュウリ、ゴーヤなど）を食べることが多いが、江戸時代には、暑気払いとして枇杷葉などの生薬を混ぜた「枇杷葉湯」が飲まれていた。また、同時代には「みりんを焼酎で割った「本直し」を暑気払いの栄養補給として飲む風習があった」ともいわれる。

## 別名
夏が暑くなると売上が増す業界（清涼飲料や冷菓など）において、暑気が失せると売上が下がるために、逆の表現である“暑気寄せ”（しょきよせ）、“暑気乞い”（しょきごい）と称されることもある。